# Osanna! L'angelo sterminatore
Osanna! L'angelo sterminatore è l'unico LP del gruppo anarcho punk/goth rock italiano Rivolta dell'Odio, pubblicato nel 1986.

## Tracce
1. Metànoia - 2:46
2. La caduta di Babilonia - 3:49
3. Per chi ci ha amato - 3:20
4. Golgotha - 4:33
5. 85ª maledizione - 4:27
6. L'Anticristo - 4:12
7. Terezin - 3:12
8. La trilogia di Torquemada (1. Torquemada, 2. El Verdugo, 3. La Muerte) - 5:33

## Formazione
- Oskar
- Amedeo
- Marco
- Paolo (ospite alla batteria)